# Bedan Karoki

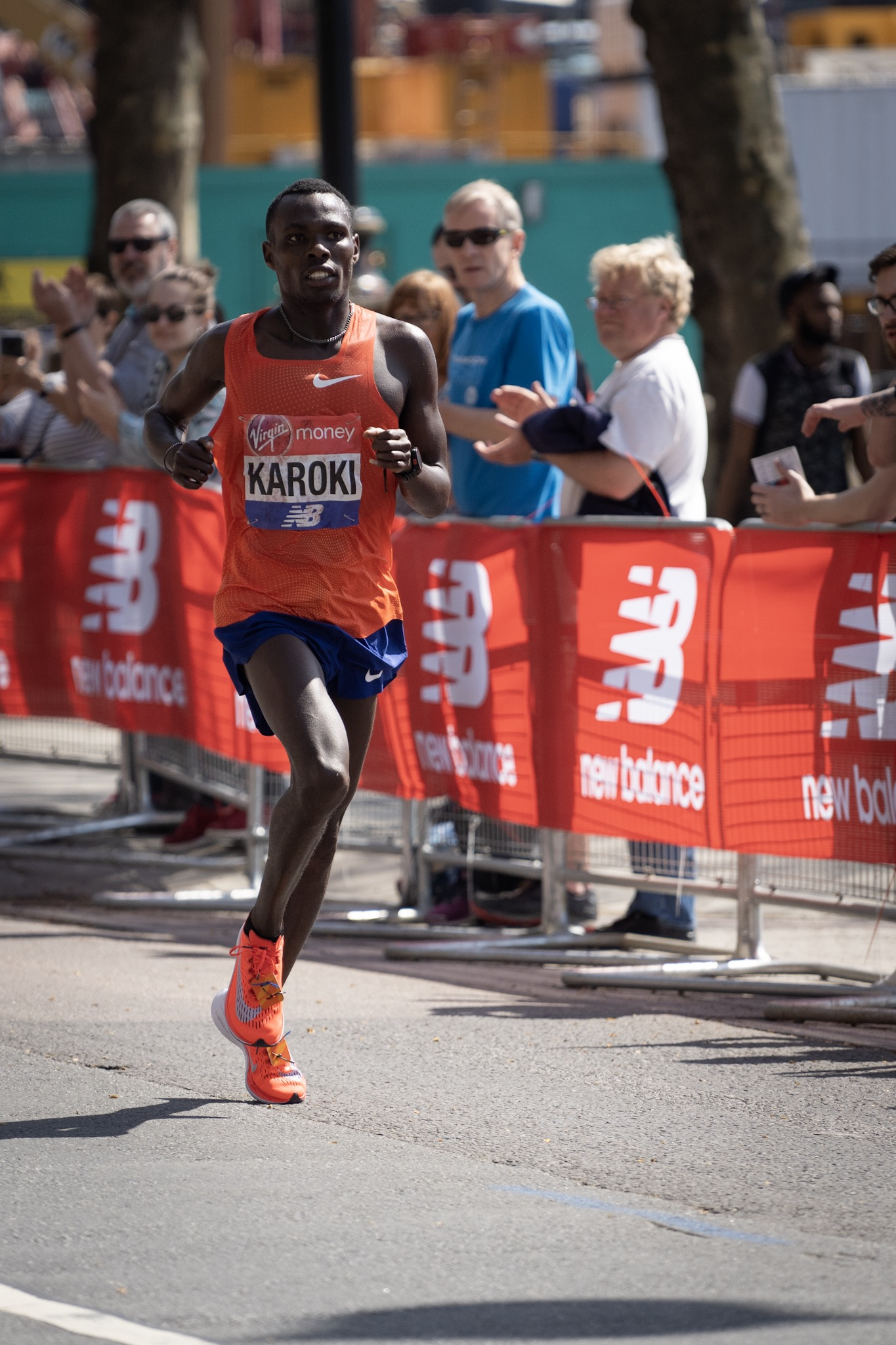
Bedan Karoki Muchiri beim London-Marathon 2018 (mit 40.000 Läuferinnen und Läufern), wo er den 5. Platz belegte

Bedan Karoki Muchiri, auch Bitan Karoki Muchiri, (* 21. August 1990 in Nyahururu, Laikipia County) ist ein kenianischer Langstreckenläufer. Seine bevorzugten Strecken sind 10.000 Meter (Bahn und Straße), Halbmarathon, Marathon und Crossläufe.
Karoki nahm an zwei Olympischen Spielen teil und belegte 2012 in London über 10.000 Meter den 5. und 2016 in Rio de Janeiro den 7. Platz. Bei den Halbmarathon-Weltmeisterschaften 2016 im walisischen Cardiff wurde Karoki Muchiri Vizeweltmeister hinter seinem Landsmann Geoffrey Kipsang Kamworor und holte mit der Mannschaft den Weltmeistertitel.
Er wurde 2015 Crosslauf-Vizeweltmeister in Guiyang, China.
Über 10.000 Meter erreichte er bei den Leichtathletik-Weltmeisterschaften 2013 in Moskau den 6. Rang. Bei den Weltmeisterschaften 2015 in Peking wurde er Vierter.
Er gewann den Halbmarathon von Ra’s al-Chaima 2017 und 2018, hier mit der fünftschnellsten je gelaufenen Zeit von 58:42 min.
Im April 2017 belegt Bedan Karoki Muchiri auf der aktuellen Weltrangliste für Straßenläufe den 1. Platz.

## Persönliche Bestzeiten
| Strecke           | Zeit         | Jahr                                                            |
| ----------------- | ------------ | --------------------------------------------------------------- |
| 1500 m            | 3:42,1 min   | (2016)                                                          |
| 3000 m            | 7:37,68 min  | (2013)                                                          |
| 5000 m            | 13:15,25 min | (2014)                                                          |
| 10.000 m Bahn     | 26:52,12 min | 2017 – Platz 36 der ewigen Weltrangliste (Stand: 16. März 2020) |
| 10 km Straßenlauf | 27:28 min    | (2016)                                                          |
| Halbmarathon      | 58:42 min    | 2018 – Platz 6 der ewigen Weltrangliste (Stand: 16. März 2020)  |
| Marathonlauf      | 2:05:53 min  | Chicago Marathon 2019                                           |

## Erfolge bei Internationalen Meisterschaften

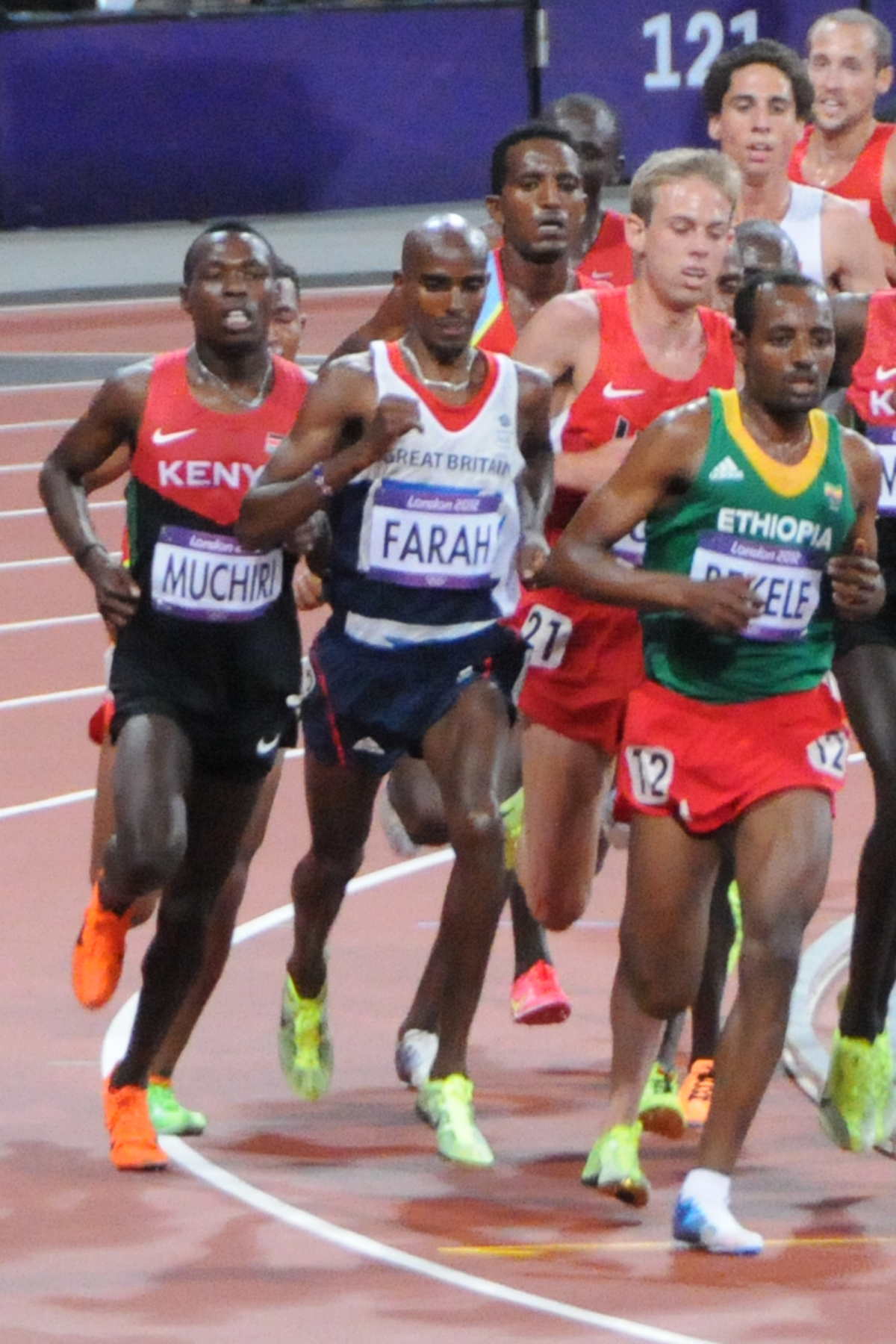
10.000-Meter-Finale bei den Olympischen Spielen in London 2012

| Jahr  | Platzierung | Strecke             | Event                             | Zeit         |
| ----- | ----------- | ------------------- | --------------------------------- | ------------ |
| 2011: | 2. Platz    | 10.000 m            | Afrikaspiele 2011 Maputo          | 28:19,22 min |
| 2012: | 5. Platz    | 10.000 m            | Olymp. Spiele 2012 London         | 27:32,94 min |
| 2013: | 6. Platz    | 10.000 m            | Leichtathletik-WM Moskau          | 27:27,17 min |
| 2015: | 2. Platz    | Cross 12 km         | Crosslauf-WM 2015 Guiyang, China  | 35:00 min    |
| 2015: | 4. Platz    | 10.000 m            | Leichtathletik-WM Peking          | 27:04,77 min |
| 2016: | 7. Platz    | 10.000 m            | Olymp. Spiele 2016 Rio de Janeiro | 27:22,93 min |
| 2016: | 2. Platz    | Halbmarathon        | Halbmarathon-WM 2016 Cardiff      | 59:36 Min.   |
| 2016: | 1. Platz    | Halbmarathon (Team) | Halbmarathon-WM 2016 Cardiff      | 2:58:58 h    |
| 2017: | 4. Platz    | 10.000 m            | Leichtathletik-WM London          | 26:52,12 min |

## Halbmarathon – Weltbestenliste (Auszug)
(Stand: 3. März 2020)
1. 58:01 min,  Geoffrey Kamworor, Kopenhagen, 15. September 2019
2. 58:23 min,  Zersenay Tadese, Lissabon, 21. März 2010
3. 58:33 min,  Samuel Kamau Wanjiru, Den Haag, 17. März 2007
4. 58:33 min,  Jemal Yimer, Valencia, 28. Oktober 2018
5. 58:40 min,  Abraham Cheroben, Kopenhagen, 17. September 2017
6. 58:42 min,  Bedan Karoki, Ra’s al-Chaima, 9. Februar 2018
7. 58:42 min,  Eric Kiptanui, Berlin, 8. April 2018
8. 58:42 min,  Stephen Kiprop, Ra’s al-Chaima, 8. Februar 2019
9. 58:44 min,  Abadi Hadis, Valencia, 28. Oktober 2018
10. 58:46 min,  Mathew Kipkoech Kisorio, Philadelphia, 18. September 2011

## Nationale Titel
| Jahr  | Wettkampf                                                | Strecke                                                       |
| ----- | -------------------------------------------------------- | ------------------------------------------------------------- |
| 2009: | Japanischer Meister (Offene jap. Meisterschaften)        | 5000 m                                                        |
| 2011: | Japanischer Meister (Offene jap. Meisterschaften)        | 5000 m                                                        |
| 2012: | Japanischer Firmen-Meister (Offene jap. Meisterschaften) | 5000 m                                                        |
| 2012: | Kenianischer Crosslauf-Meister                           | Cross (12 km)                                                 |
| 2013: | Kenianischer WM-Trials-Sieger                            | 10.000 m                                                      |
| 2014: | Kenianischer Crosslauf-Meister                           | Cross (12 km)                                                 |
| 2015: | Kenianischer Crosslauf-Meister                           | Cross (12 km)                                                 |
| 2016: | Kenianischer Crosslauf-Meister                           | Cross (10 km) (Eldoret Discovery Cross Country Championships) |
| 2017: | Kenianischer Crosslauf-Meister                           | Cross (10 km) (Eldoret Discovery Cross Country Championships) |

## Gewonnene Rennen

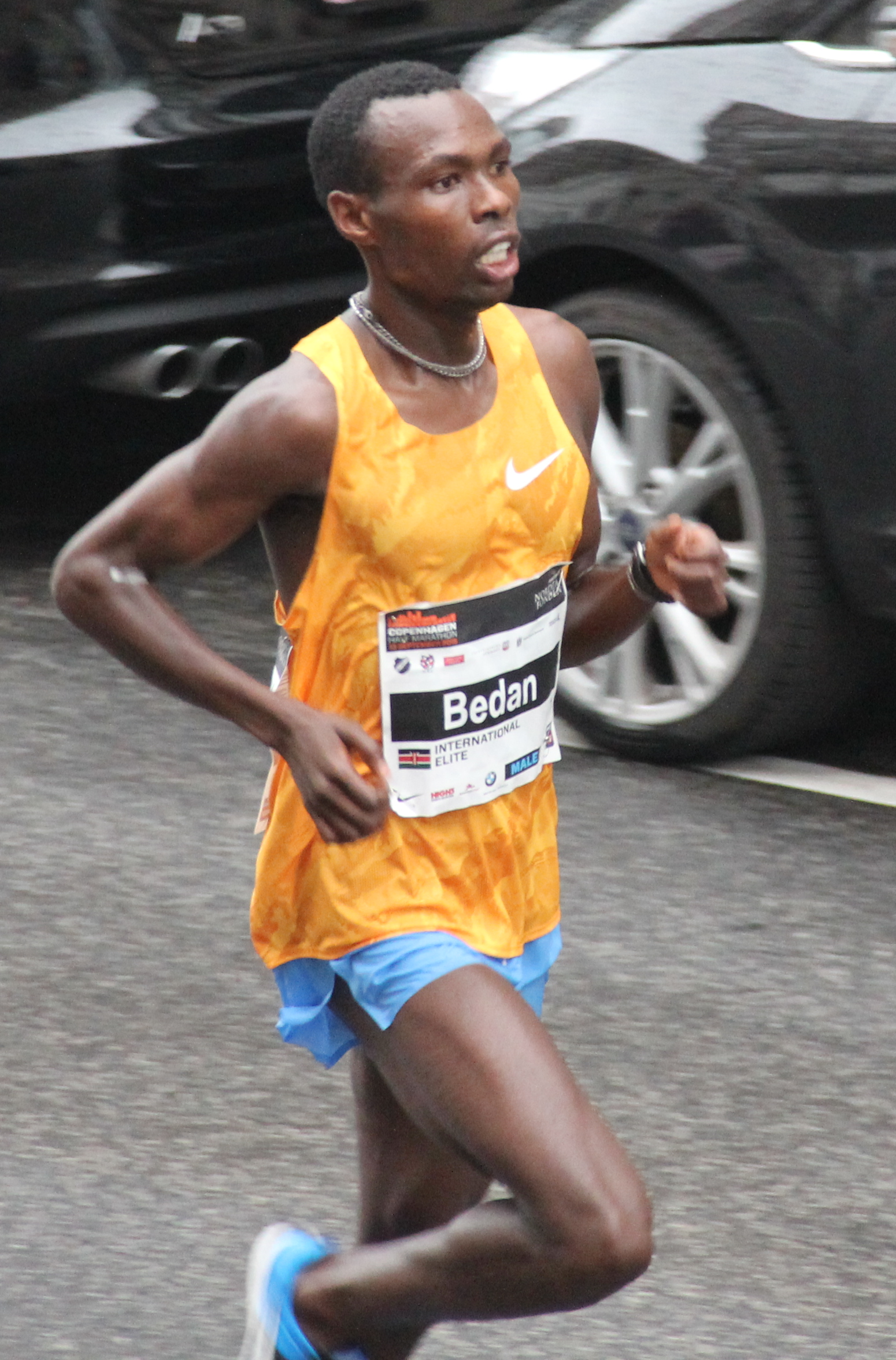
Bedan Karoki Muchiri siegte beim Kopenhagen-Halbmarathon 2015 in der Weltklassezeit von 59:14 min.

| Jahr  | Events                              |
| ----- | ----------------------------------- |
| 2009: | Chiba International Cross Country   |
| 2010: | Chiba International Cross Country   |
| 2011: | Chiba International Cross Country   |
| 2011: | Fukuoka International Cross Country |
| 2014: | Philadelphia-Halbmarathon           |
| 2014: | Gifu-Seiryū-Halbmarathon            |
| 2014: | Lissabon-Halbmarathon               |
| 2014: | Beach to Beacon 10K                 |
| 2014: | World’s Best 10K                    |
| 2015: | Kopenhagen-Halbmarathon             |
| 2016: | World’s Best 10K                    |
| 2016: | Discovery Kenya Cross Country       |
| 2017: | RAK-Halbmarathon                    |
| 2018: | RAK-Halbmarathon                    |
| 2019: | Buenos Aires, Halbmarathon          |

## Persönliche Jahresbestleistungen

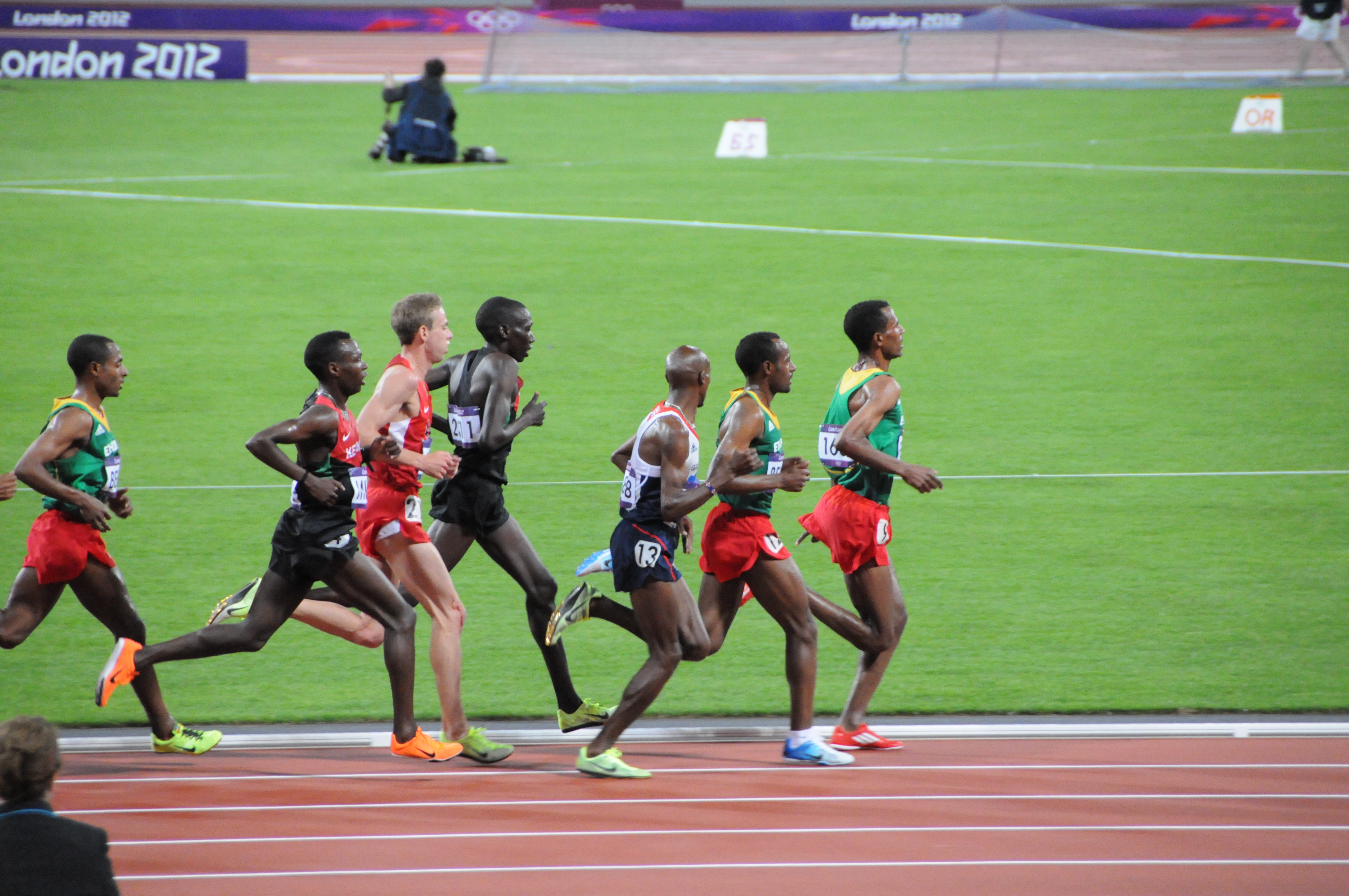
10.000-Meter-Finale in London 2012: Kenenisa Bekele, Bedan Karoki Muchiri (Fünfter, hier Pos. 6), Galen Rupp (Silber, hier Pos. 5), Moses Ndiema Masai (4), Mo Farah (Gold, hier Pos. 3), Tariku Bekele (Bronze), Gebregziabher Gebremariam

### 5000 m (Bahn)
| Jahr  | Zeit (min) | Wettkampfort        |
| 2015: | 13:21,26   | Lausanne (Pontaise) |
| 2014: | 13:15,25   | Kitami              |
| 2013: | 13:15,75   | Yokohama            |
| 2012: | 13:21,02   | Fukuoka             |
| 2011: | 13:15,76   | Kumagaya            |
| 2010: | 13:23,85   | Marugame            |
| 2009: | 13:32,79   | Hiroshima           |
| 2008: | 13:33,24   | Hiroshima           |
| 2007: | 13:38,60   | Kure                |

### 10.000 m (Bahn)
| Jahr  | Zeit (min) | Wettkampfort   |
| 2017: | 26:52,12   | London         |
| 2016: | 27:22,93   | Rio de Janeiro |
| 2015: | 27:04,77   | Peking         |
| 2014: | 26:52,36   | Eugene (USA)   |
| 2013: | 27:13,12   | Eugene         |
| 2012: | 27:05,50   | Eugene         |
| 2011: | 27:13,67   | Palo Alto      |
| 2010: | 27:23,62   | Kumagaya       |

### 10 km (Straße)
| Jahr  | Zeit (min) | Wettkampfort              |
| 2016: | 27:42      | San Juan                  |
| 2015: | 27:56      | Kopenhagen (Zwischenzeit) |
| 2014: | 27:37      | Cape Elizabeth            |

### 15 km (Straße)
| Jahr  | Zeit (min) | Wettkampfort                |
| 2016: | 41:41      | Cardiff (Zwischenzeit)      |
| 2015: | 42:05      | Kopenhagen (Zwischenzeit)   |
| 2014: | 42:56      | Gifu (Japan) (Zwischenzeit) |

### 20 km (Straße)

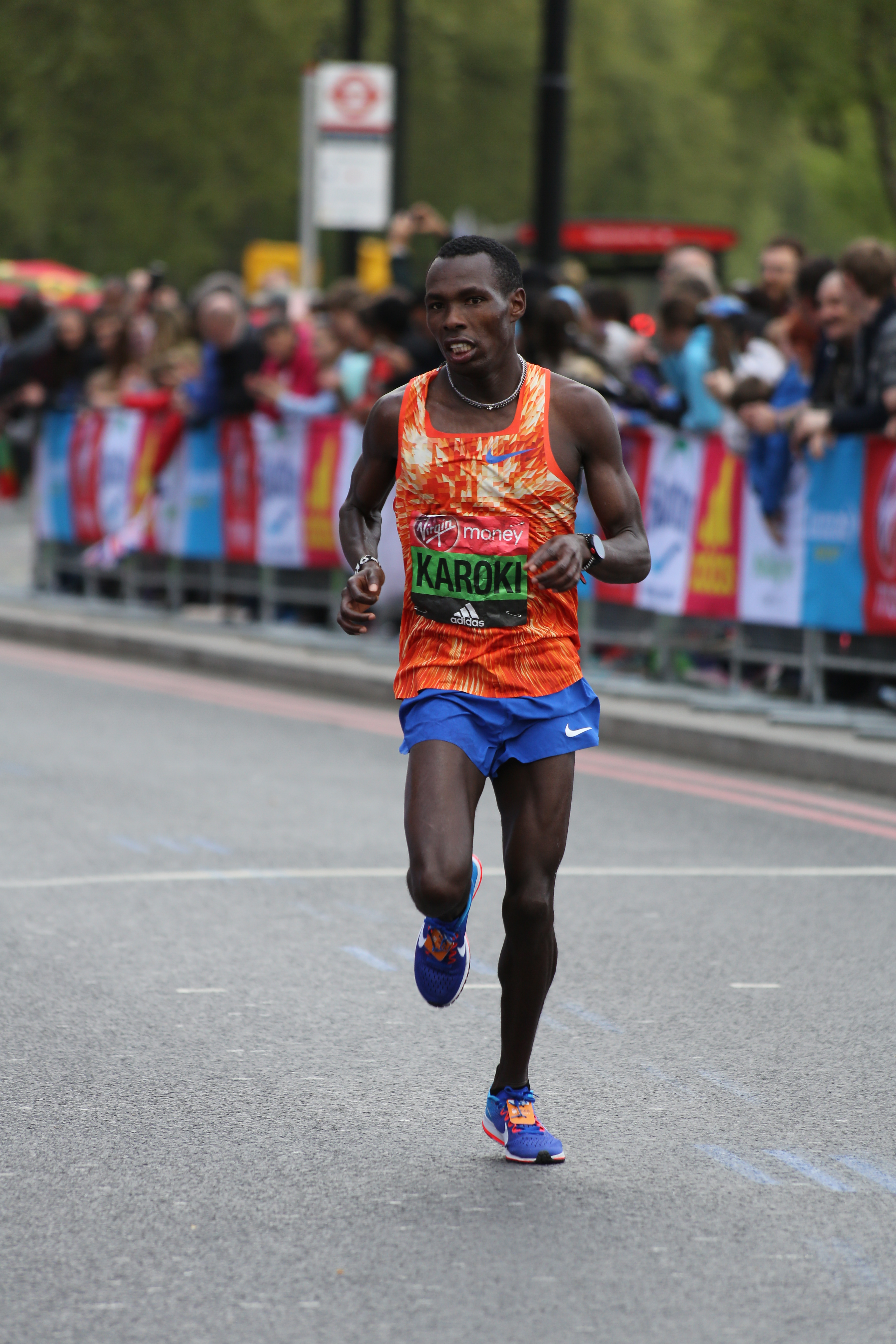
London-Marathon 2017 - 3. Platz beim Marathondebüt

| Jahr  | Zeit (min) | Wettkampfort                  |
| 2017: | 56:10      | Ra’s al-Chaima (Zwischenzeit) |
| 2016: | 56:13      | Cardiff (Zwischenzeit)        |
| 2015: | 56:10      | Kopenhagen (Zwischenzeit)     |
| 2014: | 56:46      | Lissabon (Zwischenzeit)       |

### Halbmarathon (21,0975 km) (Straße)
| Jahr  | Zeit (min) | Wettkampfort            |
| 2019: | 59:05      | Buenos Aires            |
| 2018: | 58:42      | Ra’s al-Chaima          |
| 2017: | 59:10      | Ra’s al-Chaima          |
| 2016: | 59:32      | Kopenhagen-Halbmarathon |
| 2015: | 59:14      | Kopenhagen-Halbmarathon |
| 2014: | 59:23      | Philadelphia            |

### Marathon (42,2 km)
| Jahr  | Zeit (h) | Wettkampfort                              |
| 2020: | 2:06:15  | Tokio-Marathon (5. Platz)                 |
| 2019: | 2:05:53  | Chicago-Marathon (4. Platz)               |
| 2018: | 2:08:34  | London-Marathon (5. Platz)                |
| 2017: | 2:07:41  | London-Marathon (3. Platz Marathon-Debüt) |